# Last Exit
Last Exit är den kanadensiska indiepop gruppen Junior Boys första album, släppt 2004.

## Låtlista
1. "More Than Real" (Johnny Dark, Jeremy Greenspan) – 6:39
2. "Bellona"  (Dark, Greenspan) – 5:38
3. "High Come Down"  (Dark, Greenspan) – 4:29
4. "Last Exit"  (Dark, Greenspan) – 6:35
5. "Neon Rider"  (Greenspan) – 2:08
6. "Birthday"  (Dark, Greenspan) – 4:16
7. "Under the Sun"  (Matt Didemus, Greenspan) – 7:02
8. "Three Words"  (Greenspan) – 5:46
9. "Teach Me How to Fight" (Greenspan) – 5:31
10. "When I'm Not Around"  (Greenspan) – 5:22